# Proteo Laurenti
Proteo Laurenti è un personaggio letterario ideato da Veit Heinichen e protagonista di dieci romanzi gialli scritti in lingua tedesca. Nell'ultimo romanzo della serie, Borderless, per la prima volta non compare il personaggio di Proteo Laurenti. 

## Caratterizzazione del personaggio
Nato a Salerno, è sposato con Laura e si trasferisce a Trieste per lavoro. Inizialmente commissario, sarà promosso poi vicequestore della Polizia di Stato.

## Elenco dei romanzi
Le pubblicazioni in lingua italiana seguono un ordine diverso da quello originale, perciò i numeri tra parentesi indicano la sequenza originale.
- (2) I morti del Carso. Roma, Edizioni e/o, 2003. pp. 300. ISBN 8876415440.
- (3) Morte in lista d'attesa. Roma, Edizioni e/o, 2004. pp. 300. ISBN 8876416072.
- (1) A ciascuno la sua morte. Roma, Edizioni e/o, 2005. pp. 320. ISBN 8876417036.
- (4) Le lunghe ombre della morte. Roma, Edizioni e/o, 2006. pp. 352. ISBN 8876417400.
- (5) Danza macabra. Roma, Edizioni e/o, 2008. pp. 353. ISBN 978-88-7641-836-5.
- (6) La calma del più forte. Roma, Edizioni e/o, 2009. ISBN 978-88-7641-882-2.
- (7) Nessuno da solo. Roma, Edizioni e/o, 2011. ISBN 978-88-6632-031-9.
- (8) Il suo peggior nemico. Roma, Edizioni e/o, 2013. ISBN 978-88-6632-418-8.
- (9) La giornalaia. Roma, Edizioni e/o, 2017. ISBN 978-88-6632-853-7.
- (10) Ostracismo. Roma, Edizioni e/o, 2018. ISBN 978-88-6632-972-5.
- (11) Borderless. Roma, Edizioni e/o, 2020. ISBN 978-88-3357-180-5.

- (12) A maglie strette. Roma, Edizioni e/o, 2025. ISBN 978-88-3357-857-6.

## Altri media
Televisione
- Commissario Laurenti (2006-2009)